# 198-ма піхотна дивізія (Третій Рейх)
198-ма піхотна дивізія (Третій Рейх) (нім. 198. Infanterie-Division) — піхотна дивізія Вермахту за часів Другої світової війни.

## Історія
198-ма піхотна дивізія була сформована 1 грудня 1939 року під час 7-ї хвилі мобілізації у військовому окрузі Богемії і Моравії (нім. Wehrkreis Böhmen und Mähren) з особового складу резервних частин.

## Райони бойових дій
- Протекторат Богемії та Моравії (грудень 1939 — квітень 1940);
- Данія (квітень — червень 1940);
- Франція (червень 1940 — лютий 1941);
- Румунія (лютий — червень 1941);
- СРСР (південний напрямок) (червень 1941 — червень 1944);
- Франція (червень 1944 — березень 1945);
- Південна Німеччина (березень — травень 1945).

## Командування

### Командири
- генерал від інфантерії Отто Реттіг (нім. Otto Röttig) (10 січня 1940 — 10 квітня 1942);
- оберст, з 5 липня 1942 генерал-майор Альберт Бук (нім. Albert Buck) (10 квітня — 6 вересня 1942, загинув у бою у Новоросійська[1]);
- оберст, з 1 жовтня 1942 генерал-майор Людвіг Мюллер (нім. Ludwig Müller) (6 вересня 1942 — 5 лютого 1943);
- генерал-лейтенант Ганс-Йоахім фон Горн (нім. Hans-Joachim von Horn) (5 лютого 1943 — 1 червня 1944);
- генерал-майор Отто Ріхтер (нім. Otto Richter) (1 червня — 1 серпня 1944, ТВО);
- генерал-лейтенант Курт Оппенлендер (нім. Kurt Oppenländer) (1 — 5 серпня 1944);
- генерал-майор Альфред Кунерт (нім. Alfred Kuhnert) (5 серпня — 1 вересня 1944);
- генерал-майор Отто Шіль (нім. Otto Schiel) (1 вересня 1944 — 18 січня 1945);
- генерал-майор Конрад Барде (нім. Konrad Barde) (18 січня — 26 квітня 1945);
- генерал-лейтенант Гельмут Штедке (нім. Helmuth Städke) (26 квітня — 8 травня 1945).